# Honoria Lawrence
Honoria Marshall Lawrence, Lady Lawrence (Carndonagh, 25 dicembre 1808 – Mount Abu, 15 gennaio 1854), è stata una scrittrice britannica di origine irlandese.
Le sue opere, secondo la studiosa Mary Ellis Gibson, “forniscono uno sguardo intimo sulla vita domestica di una donna anglo-indiana durante la prima metà del XIX secolo”.. Fu la prima donna europea di cui si abbia notizia a vivere in diverse zone del subcontinente indiano, tra cui il Kashmir e il Nepal.

## Biografia
Honoria Marshall nacque il 25 dicembre 1808 a Carndonagh, nella contea di Donegal, dodicesima dei quindici figli del reverendo George Marshall e di Elizabeth Marshall. Fu allevata dallo zio, il contrammiraglio William Heath (1748-1815), marito della sorella di George Marshall.
Nel 1827 incontrò il futuro marito Henry Montgomery Lawrence, suo cugino di secondo grado, che all'epoca era solo un ufficiale inferiore in servizio in India. La primavera successiva trascorsero due settimane di vacanza a Londra, per entrambi prima visita della città. All'epoca Henry Lawrence evitò di fare una proposta di matrimonio a causa del suo basso reddito. I due mantennnero per quasi un decennio una corrispondenza epistolare, finché Henry Lawrence, promosso capitano, chiese per lettera a Honoria Marshall di sposarlo. Nell'aprile del 1837 lei salpò per Calcutta.

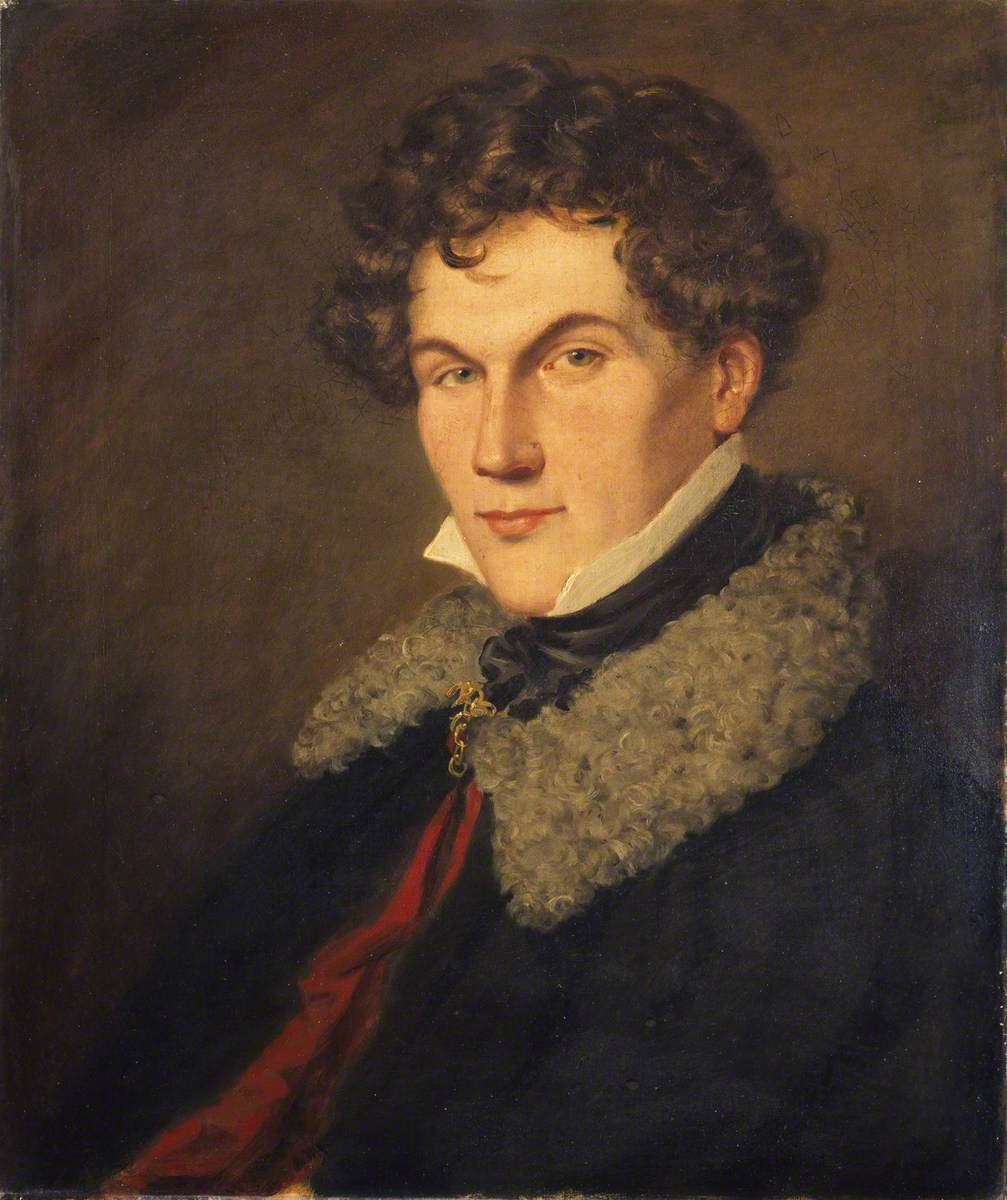
Henry Montgomery Lawrence, opera di James Heath Millington

Honoria Marshall arrivò a Calcutta all'inizio di luglio, mentre il capitano Lawrence era ancora in viaggio dall'interno del paese, dove era impegnato a sorvegliare i distretti di Gorakhpur e Allahabad. Infine ricongiuntisi, si sposarono il 21 agosto 1837. Da quel momento in poi lei fu quasi sempre al fianco del marito, sostenendolo e assistendolo nel lavoro.
Anche quando gli incarichi di Henry Lawrence permisero una vita familiare più stabile, Honoria Lawrence continuò ad assistere il marito nel suo lavoro. A Ferozepur, dove lui era amministratore civile, lei prestava aiuto nella gestione dell'ufficio postale.
Alla fine del 1843, l'ormai maggiore Henry Lawrence fu nominato residente in Nepal. Henry Lawrence si recò da solo a Katmandu, poiché le donne non vi erano ammesse, ma in seguito ottenne una dispensa speciale e nel 1844 Honoria Lawerence divenne la prima donna europea a risiedere nel Paese. Honoria Lawrence fu felice della stabilità che la nuova posizione comportava e rimase affascinata dal Nepal. Scrisse: “Era diverso da qualsiasi cosa avessi mai visto, più simile a un modello artificiale che a uno scenario reale, e suggeriva una folla di idee nuove e strane”. I Lawrence vissero in Nepal per quasi due anni.
La loro residenza successiva fu il Punjab. Henry Lawrence fu nominato residente a Lahore ed esercitò un notevole potere politico, con Honoria Lawrence sempre al suo fianco. Una delle azioni principali di Honoria Lawrence fu quella di contribuire nel 1847 alla fondazione della Lawrence School, una scuola per i figli dei soldati. Nel 1848 i Lawrence tornarono per un breve periodo nelle isole britanniche, dove Henry fu nominato cavaliere: lei divenne così Lady Lawrence. Al loro ritorno in India, lei scrisse: "L'India mi è sempre piaciuta e ora mi piace più che mai".
Nel 1853, Sir Henry, che non era d'accordo con alcune scelte politiche riguardo al Punjab, si dimise per protesta. Divenne quindi agente del governatore generale nel Rajputana. Lady Lawrence morì a Mount Abu, nel Rajputana, il 15 gennaio 1854.

## Scritti
Per tutta la vita, Honoria Lawrence fu la prolifica scrittrice di numerosi diari e lettere. Negli anni 1830 iniziò un romanzo, rimasto incompiuto.
La collaborazione dei Lawrence comprendeva anche la scrittura: Honoria Lawrence si occupava di gran parte della corrispondenza del marito e curava o era coautrice dei suoi numerosi articoli su argomenti militari e politici per il Delhi Gazette e il Calcutta Review. Contribuì al Calcutta Review e al Friend of India con propri articoli su argomenti come il matrimonio e la maternità. Scrisse insieme al marito il romanzo Some Passages in the Life of an Adventurer in the Punjaub, pubblicato a puntate sul Delhi Gazette.
Le sue poesie venivano diffuse privatamente e riguardavano argomenti più personali, come il suo matrimonio e la morte del fratello, ucciso durante la ritirata da Kabul nel 1842.
Uno dei suoi diari contiene un breve "schizzo teatrale" che mette in ridicolo due ufficiali britannici per il loro comportamento sgradevole.
I diari di Honoria lawrence sono stati pubblicati nel 1980 da John Lawrence, un suo discendente, e Audrey Woodiwiss con il titolo The Journals of Honoria Lawrence: India Observed, 1837-1854.

## Famiglia
Honoria e Henry Lawrence sono stati sposati per sedici anni. Honoria ebbe due figli, due figlie e un aborto spontaneo. La sua morte potrebbe essere dovuta alle complicazioni di una gravidanza tardiva.
I loro figli erano:
- Honoria Letitia Lawrence (morta il 18 dicembre 1923), moglie di Henry George Hart, professore della Sedbergh School[5]
- Sir Alexander Hutchinson Lawrence, I Baronetto di Lucknow (1838 – 27 agosto 1864)[5]
- Letitia Catherine Lawrence (10 novembre 1840 – 1º agosto 1841)[2]
- Sir Henry Waldemar Lawrence, III Baronetto di Lucknow (24 gennaio 1845 – 3 giugno 1908)[5]